# Tiago Ilori
Tiago Ilori, né le 26 février 1993 à Londres, est un footballeur portugais évoluant au poste de défenseur au Dila Gori

## Biographie

### Formation au Sporting CP
Tiago Ilori est né à Londres de père nigérian et de mère portugaise. Il commence à jouer au football dès son plus jeune âge, dans le club d'Imortal DC à Albufeira, ville de l'extrême-sud du Portugal. Il est repéré à l'âge de treize ans par le Sporting CP, un des clubs les plus importants du pays. Il y fait un essai avant de se faire prêter au G.D. Estoril-Praia en 2007. 
Comme la plupart des jeunes de la région engagés par le Sporting, Ilori commence sa formation au Centre de formation du Sporting Portugal. D'année en année, il monte de catégories, et commence à être régulièrement sélectionné par les sélectionneurs des équipes nationales portugaises des U18, U19 et U20, jusqu'à être sélectionné chez les Espoirs portugais.
Il dispute son premier match professionnel le 6 novembre 2011, en jouant l'intégralité du match contre l'U.D. Leiria. Un mois plus tard, il est retenu pour jouer son premier match en Ligue Europa contre la S.S. Lazio.

### Arrivée à Liverpool
Le 2 septembre 2013, Tiago Ilori signe chez les Reds, transfert rapportant plus de 8,5 millions d'euros au Sporting.
Dès son arrivée dans son nouveau club, la fédération anglaise de football demande à Tiago Ilori de choisir pour nationalité sportive, la nationalité anglaise. Il ne dispute toutefois aucun match officiel sous le maillot des Reds à cause d'une trop grosse concurrence à son poste. De ce fait, il demande à être prêté lors du mercato hivernal de 2014.

### Demi-saison à Grenade
En plein mercato hivernal, Ilori est prêté au club espagnol, Grenade, évoluant en première division espagnole. Il joue son premier match sous les couleurs andalouses le 7 février contre le RDC Espanyol. Son premier prêt lui est bénéfique puisqu'il est titulaire lors de la quasi-totalité des matches que Grenade dispute.

#### Prêt aux Girondins de Bordeaux
Tiago Ilori arrive chez les Bordelais lors de l'été 2014. Il débute sous ses nouvelles couleurs le 14 septembre 2014 à Guingamp (5e journée, défaite 2-1). Il se blesse à la cuisse le 3 octobre face à Reims (9e journée, défaite 1-0). Il retrouve la compétition le 4 janvier en Coupe de France pour la réception de Toulouse (victoire 2-1) mais se blesse de nouveau le 21 janvier lors des seizièmes de finale face à Paris (défaite 2-1). Il est néanmoins aligné dès le 1er février face à Guingamp (23e journée, 1-1). Sur la deuxième partie de saison, il débute huit rencontres de Ligue 1, apparaissant à douze reprises sur l'ensemble de la saison 2014-2015. 

#### Prêt à Aston Villa
Le 1er septembre 2015, il est prêté pour une saison à Aston Villa. N'ayant disputé aucune minute de jeu avec l'équipe première, son prêt est rompu le 7 janvier 2016, Liverpool devant alors faire face aux blessures de Martin Skrtel et Mamadou Sakho,. Il dispute alors deux rencontres de FA Cup en janvier puis une troisième en février, durant laquelle le club est éliminé par West Ham. Ce seront ses seules apparitions sous le maillot des Reds.

### Reading
Le 18 janvier 2017, son transfert à Reading contre 3,75 millions de livres est officialisé. Il y paraphe un contrat de 3 ans et demi. Le club lutte pour monter en Premier League, terminant 3e du championnat mais étant éliminé par Fulham lors des barrages de promotion. Il réalise sa première saison pleine lors de l'exercice 2017-2018, prenant part à 29 rencontres de championnat, dont 26 titularisations. Lors de la première partie de saison 2018-2019, associé à Liam Moore, il est titularisé à 19 reprises avant de faire son retour au Portugal.

### Retour au Sporting Portugal
Le 29 janvier 2019, le Sporting Portugal annonce son arrivée pour un bail s'étendant jusqu'en 2024.

#### Prêt au FC Lorient
Le 1er février 2021, il est prêté pour six mois au FC Lorient, évoluant en Ligue 1. Touché au mollet dans les semaines suivant son arrivée, il ne dispute aucune minute de jeu sous le maillot morbihannais. 

## Statistiques
| Saison                | Club                         | Championnat           | Championnat | Championnat | Coupe nationale | Coupe nationale | Coupe de la Ligue | Coupe de la Ligue | Supercoupe | Supercoupe | Compétition(s) continentale(s) | Compétition(s) continentale(s) | Compétition(s) continentale(s) | Total | Total |
| Saison                | Club                         | Division              | M.          | B.          | M.              | B.              | M.                | B.                | M.         | B.         | Comp.                          | M.                             | B.                             | M.    | B.    |
| 2011-2012             | Sporting CP                  | Primeira Liga         | 1           | 0           | -               | -               | -                 | -                 | -          | -          | C3                             | 1                              | 0                              | 2     | 0     |
| 2012-2013             | Sporting CP                  | Primeira Liga         | 11          | 1           | -               | -               | -                 | -                 | -          | -          | C3                             | 1                              | 0                              | 12    | 1     |
| 2012-2013             | Sporting CP B                | Segunda Liga          | 20          | -           | -               | -               | -                 | -                 | -          | -          | -                              | -                              | -                              | 20    | 0     |
| Sous-total            | Sous-total                   | Sous-total            | 32          | 1           | -               | -               | -                 | -                 | -          | -          | -                              | 2                              | 0                              | 34    | 1     |
| 2013-2014             | Liverpool FC                 | Premier League        | -           | -           | -               | -               | -                 | -                 | -          | -          | -                              | -                              | -                              | 0     | 0     |
| Sous-total            | Sous-total                   | Sous-total            | -           | -           | -               | -               | -                 | -                 | -          | -          | -                              | -                              | -                              | 0     | 0     |
| 2013-2014             | Grenade CF (prêt)            | Liga BBVA             | 9           | 0           | -               | -               | -                 | -                 | -          | -          | -                              | -                              | -                              | 9     | 0     |
| Sous-total            | Sous-total                   | Sous-total            | 9           | 0           | -               | -               | -                 | -                 | -          | -          | -                              | -                              | -                              | 9     | 0     |
| 2014-2015             | Girondins de Bordeaux (prêt) | Ligue 1               | 12          | 1           | 2               | 0               | 1                 | 0                 | -          | -          | -                              | -                              | -                              | 15    | 1     |
| Sous-total            | Sous-total                   | Sous-total            | 12          | 1           | 2               | 0               | 1                 | 0                 | -          | -          | -                              | -                              | -                              | 15    | 1     |
| 2015-2016             | Aston Villa (prêt)           | Premier League        | -           | -           | -               | -               | -                 | -                 | -          | -          | -                              | -                              | -                              | 0     | 0     |
| Sous-total            | Sous-total                   | Sous-total            | -           | -           | -               | -               | -                 | 0                 | -          | -          | -                              | -                              | -                              | 0     | 0     |
| Total sur la carrière | Total sur la carrière        | Total sur la carrière | 53          | 2           | 2               | 0               | 1                 | 0                 | -          | -          | -                              | -                              | -                              | 56    | 2     |